# Kristina Alexanderson (socialmedicinsk forskare)
Kristina Ebba Agneta Alexanderson, ogift Schultz, född 31 augusti 1951 i Ledsjö församling i dåvarande Skaraborgs län, är professor i socialförsäkring och forskar och undervisar främst om olika aspekter av sjukfrånvaro och försäkringsmedicin.
Efter socionomexamen vid Lunds universitet 1977 verkade hon som kurator under åtta år, dels vid Malmö allmänna sjukhus och dels vid Linköpings universitetssjukhus. Hon var verksam vid Avdelningen för socialmedicin vid Linköpings universitet 1986–2003, först som universitetsadjunkt och sedan som universitetslektor.
Alexanderson har forskat främst om sjukfrånvaro sedan början av 1990-talet, disputerade i medicinsk vetenskap/socialmedicin vid Linköpings universitet 1995 och blev docent i samhällsmedicin där 1999. Åren 2000–2003 var hon anställd som forskare på halvtid inom Försäkringsmedicinskt Centrum med säte hos Försäkringskassan i Östergötland.
Sedan 2003 är hon professor i socialförsäkring vid Karolinska Institutet (KI) i Solna.